# Juro Kubicek
Juro Kubicek (* 8. Februar 1906 in Görlitz; † 21. Mai 1970 in Berlin) war ein deutscher Maler.

## Biografie
Kubiceks Vater stammte aus Ungarn, seine Mutter aus Brünn. Bis zu seiner Einberufung zur Wehrmacht im Jahr 1942 war Kubicek staatenlos. Bereits 1926 begann Kubicek als Autodidakt das Malen. Aus dieser ersten Zeit seines Schaffens stammt ein Südseebildnis. Ab 1933 war er hauptsächlich als Reklamemaler tätig, um nicht als entarteter Künstler zu gelten. Nach 1945 gehörte Kubicek zu den Berliner Fantasten, die versuchten, mit einer Form des Surrealismus die Kriegsgeschehnisse zu verarbeiten. Zeitkritische Collagen, die Kubicek für die Zeitschrift Ulenspiegel anfertigte, sowie seine freigeistigen Bilder in der Galerie Gerd Rosen machten die Alliierten auf ihn aufmerksam. Dieses führte im Berlin der Nachkriegszeit zu heftigen Diskussionen.
Währenddessen gastierte Kubicek jedoch bereits als erster deutscher Künstler an der University of Louisville in Kentucky, wo er jungen Studenten Kunstunterricht erteilte, wobei er gelegentlich auch Anstoß erregte, so sorgte sein Ölgemälde „Die große Schwarze“ beim puritanischen Damenclub von Louisville für große Empörung. 
Nach seiner Rückkehr nach Berlin eröffnete er 1949 das Work and Art Studio im Amerikahaus am Nollendorfplatz, um junge Künstler ganzheitlich im Sinne des Weimarer Bauhaus zu unterrichten. Mit Hilfe seiner Kontakte organisierte er zahlreiche Ausstellungen in Berlin. 1954 erhielt er eine Professur an der Hochschule für Bildende Künste, die er bis zu seinem Tod 1970 innehielt.
1956 wurde er in der Rose Fried Gallery in New York neben Hannah Höch, Theodor Werner und Helmut Thoma als Vertreter der zeitgenössischen deutschen Collage präsentiert. Werke befinden sich neben zahlreichen privaten Sammlungen u. a. in der Berlinischen Galerie, die sowohl Collagen als auch ein frühes Ölgemälde von Juro Kubicek besitzt. Den Nachlass verwaltet die Tochter des Künstlers, Franziska Kubicek.

## Ausstellungen (Auswahl)
- 1947: Juro Kubicek, Galerie Franz, Berlin
- 1948: Der Ruf. Dresdner Maler, auswärtige Gäste, Dresden, Staatliche Kunstsammlungen[4]
- 1948: Juro Kubicek, The Arts Club Gallery, Louisville
- 1950: Fotomontagen von Juro Kubicek, Wanderausstellung in Deutschen Kunstinstituten und in Hessischen Amerika Häusern
- 1951: Juro Kubicek, Amerika Haus am Nollendorfplatz, Berlin
- 1953: Juro Kubicek. Galerie Bremer, Berlin
- 1953: Juro Kubicek. Zimmergalerie Franck, Frankfurt am Main
- 1959: Deutsche Künstler aus dem Osten – Die Künstlergilde, Nassauischer Kunstverein, Wiesbaden
- 1962: Juro Kubicek, Neue Arbeiten. Galerie Anna Roepcke, Wiesbaden
- 1966: Juro Kubicek, Bildmontagen u. Fotozeichnungen. Galerie Springer, Berlin
- 1982: Dada-Montage-Konzept. (Längsschnitte 4), Berlinische Galerie, Berlin
- 1999: Geert Koevoets, Sculpturen en Wek op Papier – De Vierde Dimensie, Mook en Middelaar
- 2006: Description and works of art Juro Kubicek, Lehr – Auktionshaus und Galerie, Berlin
- 2008: Fundstücke, Fischer Kunsthandel & Edition, Berlin
- 2009: Kunst und Kalter Krieg – Deutsche Positionen 1945-1989 Art of Two Germanys / Cold War Cultures, Deutsches Historisches Museum, Berlin
- 2009: Kunst und Kalter Krieg – Deutsche Positionen 1945 – 1989, Germanisches Nationalmuseum, Nürnberg
- 2009: Art of Two Germanys/Cold War Cultures, Los Angeles County Museum of Art, Los Angeles